# Cymothoe dubia
Cymothoe dubia är en fjärilsart som beskrevs av Henri Schouteden 1912. Cymothoe dubia ingår i släktet Cymothoe och familjen praktfjärilar. Inga underarter finns listade i Catalogue of Life.